# Mûres
Mûres település Franciaországban, Haute-Savoie megyében. Lakosainak száma 882 fő (2022. január 1.). Mûres Alby-sur-Chéran, Gruffy, Héry-sur-Alby és Viuz-la-Chiésaz községekkel határos.

## Népesség
A település népességének változása:
| Lakosok száma | 686  | 675  | 752  | 784  | 839  | 881  | 892  | 894  | 882  |
|               | 2013 | 2015 | 2016 | 2017 | 2018 | 2019 | 2020 | 2021 | 2022 |